# Chace Crawford
Chace Crawford, nascido Christopher Chace Crawford em 18 de julho de 1985, em Lubbock, Texas é um ator norte-americano conhecido por seus papéis marcantes na televisão e no cinema. Ele ganhou destaque como Nate Archibald na série Gossip Girl (2007–2012), conquistando reconhecimento internacional.

## Carreira
Fez sua estreia no cinema em 2006 no filme O Pacto  como Tyler Simms. Em março de 2007, fez sua estreia na televisão protagonizando até 2012 a série Gossip Girl interpretando Nate Archibald. Em 2008, coestrelou o thriller policial Loaded  e protagonizou o filme de terror sobrenatural The Haunting. Em 2010, foi protagonista do filme Twelve interpretando um traficante de drogas chamado White Mike. Em 2011, o filme Peace, Love & Misunderstanding ao lado de Jane Fonda e Catherine Keener interpretando Cole, um açougueiro protestante chamado Cole que tinha um interesse amoroso em uma das personagens principais. Em 2012, Crawford estrelou ao lado de Cameron Diaz e Jennifer Lopez o filme What to Expect When You're Expecting interpretando Marco.
Em janeiro de 2014, participou do 100º episódio da série Glee como Biff McIntosh, o novo namorado da Quinn Fabray's (Dianna Agron). Em 2014 protagonizou o filme Mountain Men como Cooper Pollard. No mesmo ano protagonizou outro filme Eloise interpretando Jacob Martin. Em 2015 integrou no elenco da série Blood & Oil exibida na ABC interpretando o protagonista Billy LeFever. Em 2016 viveu Arthur Barone no filme Undrafted. Em 2016 viveu Egon no filme I Do...Until I Don't. Em 2017 integrou no elenco da 3º temporada da série Casual como Byron. No mesmo ano interpretou Landen no filme Ripitde e Joe no filme All About Nina.No mesmo ano, ele assinou para estrelar o filme de crime Riptide as Landen, um thriller dramático de Grant S. Johnson chamado Nighthawks em frente ao ator Kevin Zegers e Janet Montgomery , e filme de comédia All About Nina como Joe. Em 2018 viveu o assassino Tex Watson no filme Charlie Says.

## Filmografia

### Cinema
| Ano  | Título                               | Personagem                     | Notas        |
| ---- | ------------------------------------ | ------------------------------ | ------------ |
| 2006 | Long Lost Son                        | Matthew Williams/Mark Halloran | Telefilme    |
| 2006 | The Covenant                         | Tyler Simms                    |              |
| 2008 | Loaded                               | Hayden Price                   |              |
| 2008 | The Haunting of Molly Hartley        | Joseph Young                   |              |
| 2010 | Twelve                               | White Mike                     |              |
| 2011 | Peace, Love & Misunderstanding       | Cole                           |              |
| 2012 | What to Expect When You're Expecting | Marco                          |              |
| 2014 | Mountain Men                         | Cooper                         |              |
| 2015 | Cry of Fear                          | Mike                           |              |
| 2016 | Undrafted                            | Arthur Barone                  |              |
| 2016 | Rules Don't Apply                    | Jovem Ator                     |              |
| 2017 | Eloise                               | Jacob Martin                   |              |
| 2017 | I Do...Until I Don't                 | Egon                           |              |
| 2018 | All about Nina                       | Joe                            | Pós-produção |
| 2018 | Nighthawks                           | Stan                           | Pós-produção |
| 2019 | Riptide                              | Landen                         |              |
| 2020 | Inheritance                          | William                        | Pós-produção |

### Televisão
| Ano           | Título                                        | Personagem                 | Notas                      |
| ------------- | --------------------------------------------- | -------------------------- | -------------------------- |
| 2007–2012     | Gossip Girl                                   | Nathaniel "Nate" Archibald | Elenco Principal           |
| 2008–2010     | Family Guy                                    | Paul                       | 3 episódios (Voz)          |
| 2009          | Seth MacFarlane's Cavalcade of Cartoon Comedy |                            | 1 episódio (Voz)           |
| 2014          | Glee                                          | Biff McIntosh              | 5ª Temporada - Episódio 12 |
| 2015          | Blood & Oil                                   | Billy LeFever              | 10 episódios               |
| 2017          | Casual                                        | Byron                      | 2 episódios                |
| 2019–presente | The Boys                                      | The Deep                   | Elenco Principal           |